# Andy Considine
Andy Considine (Torphins, 1º aprile 1987) è un ex calciatore scozzese, di ruolo difensore.

## Caratteristiche tecniche
Difensore centrale, può giocare anche da terzino sinistro.

## Statistiche

### Presenze e reti nei club
Statistiche aggiornate al 19 maggio 2024.
| Stagione             | Squadra              | Campionato           | Campionato | Campionato | Coppe nazionali | Coppe nazionali | Coppe nazionali | Coppe continentali | Coppe continentali | Coppe continentali | Altre coppe | Altre coppe | Altre coppe | Totale | Totale | Totale |
| Stagione             | Squadra              | Comp                 | Pres       | Reti       | Comp            | Pres            | Reti            | Comp               | Pres               | Reti               | Comp        | Pres        | Reti        | Pres   | Reti   |        |
| -------------------- | -------------------- | -------------------- | ---------- | ---------- | --------------- | --------------- | --------------- | ------------------ | ------------------ | ------------------ | ----------- | ----------- | ----------- | ------ | ------ | ------ |
| 2003-2004            | Aberdeen             | SPL                  | 1          | 0          | SC+CdL          | 0               | 0               | -                  | -                  | -                  | -           | -           | -           | 1      | 0      |        |
| 2004-2005            | Aberdeen             | SPL                  | 1          | 0          | SC+CdL          | 0               | 0               | -                  | -                  | -                  | -           | -           | -           | 1      | 0      |        |
| 2005-2006            | Aberdeen             | SPL                  | 12         | 0          | SC+CdL          | 1+1             | 0               | -                  | -                  | -                  | -           | -           | -           | 14     | 0      |        |
| 2006-2007            | Aberdeen             | SPL                  | 33         | 2          | SC+CdL          | 2+1             | 0               | -                  | -                  | -                  | -           | -           | -           | 36     | 2      |        |
| 2007-2008            | Aberdeen             | SPL                  | 22         | 0          | SC+CdL          | 5+3             | 2+2             | CU                 | 7                  | 0                  | -           | -           | -           | 37     | 4      |        |
| 2008-2009            | Aberdeen             | SPL                  | 20         | 1          | SC+CdL          | 2+1             | 0               | -                  | -                  | -                  | -           | -           | -           | 23     | 1      |        |
| 2009-2010            | Aberdeen             | SPL                  | 16         | 1          | SC+CdL          | 0+1             | 0               | UEL                | 2                  | 0                  | -           | -           | -           | 19     | 1      |        |
| 2010-2011            | Aberdeen             | SPL                  | 27         | 0          | SC+CdL          | 4+3             | 0               | -                  | -                  | -                  | -           | -           | -           | 34     | 0      |        |
| 2011-2012            | Aberdeen             | SPL                  | 36         | 3          | SC+CdL          | 4+2             | 1+0             | -                  | -                  | -                  | -           | -           | -           | 42     | 4      |        |
| 2012-2013            | Aberdeen             | SPL                  | 18         | 0          | SC+CdL          | 2+2             | 0               | -                  | -                  | -                  | -           | -           | -           | 22     | 0      |        |
| 2013-2014            | Aberdeen             | SP                   | 21         | 0          | SC+CdL          | 4+3             | 1+1             | -                  | -                  | -                  | -           | -           | -           | 28     | 2      |        |
| 2014-2015            | Aberdeen             | SP                   | 37         | 2          | SC+CdL          | 1+3             | 0               | UEL                | 4                  | 0                  | -           | -           | -           | 45     | 2      |        |
| 2015-2016            | Aberdeen             | SP                   | 32         | 2          | SC+CdL          | 1+1             | 0               | UEL                | 6                  | 1                  | -           | -           | -           | 40     | 3      |        |
| 2016-2017            | Aberdeen             | SP                   | 36         | 6          | SC+CdL          | 5+4             | 0               | UEL                | 6                  | 0                  | -           | -           | -           | 51     | 6      |        |
| 2017-2018            | Aberdeen             | SP                   | 32         | 4          | SC+CdL          | 4+2             | 0               | UEL                | 4                  | 0                  | -           | -           | -           | 42     | 4      |        |
| 2018-2019            | Aberdeen             | SP                   | 33         | 3          | SC+CdL          | 6+4             | 1+0             | UEL                | 1                  | 0                  | -           | -           | -           | 44     | 4      |        |
| 2019-2020            | Aberdeen             | SP                   | 27         | 4          | SC+CdL          | 5+2             | 1+1             | UEL                | 6                  | 0                  | -           | -           | -           | 40     | 6      |        |
| 2020-2021            | Aberdeen             | SP                   | 36         | 1          | SC+CdL          | 3+1             | 0               | UEL                | 3                  | 0                  | -           | -           | -           | 43     | 1      |        |
| 2021-2022            | Aberdeen             | SP                   | 4          | 0          | SC+CdL          | 0               | 0               | UECL               | 5                  | 1                  | -           | -           | -           | 9      | 1      |        |
| Totale Aberdeen      | Totale Aberdeen      | Totale Aberdeen      | 444        | 29         |                 | 83              | 10              |                    | 44                 | 2                  |             | -           | -           | 571    | 41     |        |
| 2022-2023            | St. Johnstone        | SP                   | 32         | 1          | SC+CdL          | 1+4             | 0               | -                  | -                  | -                  | -           | -           | -           | 37     | 1      |        |
| 2023-2024            | St. Johnstone        | SP                   | 29         | 1          | SC+CdL          | 1+4             | 0               | -                  | -                  | -                  | -           | -           | -           | 34     | 1      |        |
| Totale St. Johnstone | Totale St. Johnstone | Totale St. Johnstone | 61         | 2          |                 | 10              | 0               |                    | -                  | -                  |             | -           | -           | 71     | 2      |        |
| Totale carriera      | Totale carriera      | Totale carriera      | 505        | 31         |                 | 93              | 10              |                    | 44                 | 2                  |             | -           | -           | 642    | 43     |        |

### Cronologia presenze e reti in Nazionale
| Cronologia completa delle presenze e delle reti in nazionale ― Scozia | Cronologia completa delle presenze e delle reti in nazionale ― Scozia | Cronologia completa delle presenze e delle reti in nazionale ― Scozia | Cronologia completa delle presenze e delle reti in nazionale ― Scozia | Cronologia completa delle presenze e delle reti in nazionale ― Scozia | Cronologia completa delle presenze e delle reti in nazionale ― Scozia | Cronologia completa delle presenze e delle reti in nazionale ― Scozia | Cronologia completa delle presenze e delle reti in nazionale ― Scozia |
| Data                                                                  | Città                                                                 | In casa                                                               | Risultato                                                             | Ospiti                                                                | Competizione                                                          | Reti                                                                  | Note                                                                  |
| --------------------------------------------------------------------- | --------------------------------------------------------------------- | --------------------------------------------------------------------- | --------------------------------------------------------------------- | --------------------------------------------------------------------- | --------------------------------------------------------------------- | --------------------------------------------------------------------- | --------------------------------------------------------------------- |
| 11-10-2020                                                            | Glasgow                                                               | Scozia                                                                | 1 – 0                                                                 | Slovacchia                                                            | UEFA Nations League 2020-2021 - 1º turno                              | -                                                                     |                                                                       |
| 14-10-2020                                                            | Glasgow                                                               | Scozia                                                                | 1 – 0                                                                 | Rep. Ceca                                                             | UEFA Nations League 2020-2021 - 1º turno                              | -                                                                     |                                                                       |
| 15-11-2020                                                            | Trnava                                                                | Slovacchia                                                            | 1 – 0                                                                 | Scozia                                                                | UEFA Nations League 2020-2021 - 1º turno                              | -                                                                     | 68’                                                                   |
| Totale                                                                |                                                                       | Presenze                                                              | 3                                                                     |                                                                       | Reti                                                                  | 0                                                                     |                                                                       |

## Palmarès

### Club

#### Competizioni nazionali
- Scottish League Cup: 1

Aberdeen: 2013-2014